# Commission Jenkins
La commission Jenkins est la commission européenne dirigée du 6 janvier 1977 au 6 janvier 1981 par Roy Jenkins et qui succède à la commission Ortoli.

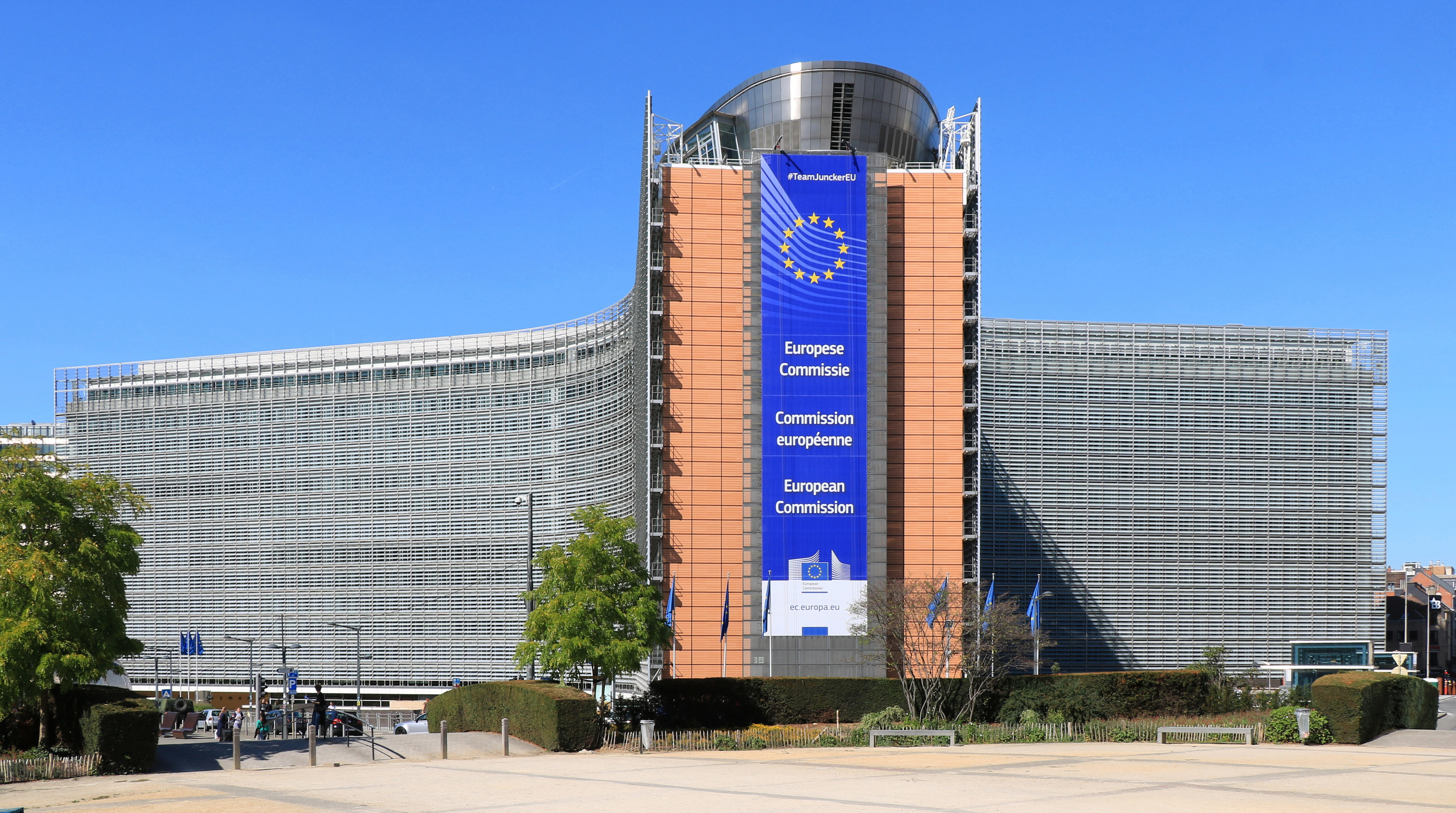
Siège de la Commission européenne à Bruxelles (Bâtiment Berlaymont).

## Les membres de la Commission européenne 1977-1981
| Portefeuilles À défaut, titre au sein de la Commission                                     | États membres        | Commissaire | Commissaire            | Parti politique       |
| ------------------------------------------------------------------------------------------ | -------------------- | ----------- | ---------------------- | --------------------- |
| Président                                                                                  | Royaume-Uni          |             | Roy Jenkins            | Parti travailliste    |
| Vice-Président Affaires économiques et financières                                         | France               |             | François-Xavier Ortoli | RPR                   |
| Vice-Président Emploi et Affaires sociales                                                 | Pays-Bas             |             | Henk Vredeling         | PvdA                  |
| Vice-Président Relations extérieures                                                       | Allemagne de l'Ouest |             | Wilhelm Haferkamp      | SPD                   |
| Vice-Président Agriculture et Pêche                                                        | Danemark             |             | Finn Olav Gundelach    |                       |
| Vice-Président Environnement et Élargissement                                              | Italie               |             | Lorenzo Natali         | Démocratie chrétienne |
| Fiscalité, Transports, Protection des consommateurs et Rapports avec le Parlement européen | Irlande              |             | Richard Burke          | Fianna Fáil           |
| Politique régionale                                                                        | Italie               |             | Antonio Giolitti       | PSI                   |
| Développement                                                                              | France               |             | Claude Cheysson        | PS                    |
| Marché intérieur, Union douanière, Affaires industrielles                                  | Belgique             |             | Étienne Davignon       |                       |
| Recherche, Science, Éducation et Énergie                                                   | Allemagne de l'Ouest |             | Guido Brunner          | FDP                   |
| Concurrence                                                                                | Luxembourg           |             | Raymond Vouel          | POSL                  |
| Budget, Contrôle financier, Personnels et Administration                                   | Royaume-Uni          |             | Christopher Tugendhat  | Parti conservateur    |

La couleur des cases indique la tendance politique du commissaire en utilisant le schéma suivant :
| gauche / socialiste   |
| droite / conservateur |
| libérale              |

## Compléments